# Christian Friedrich Witt
Christian Friedrich Witt (Altenburg, 1660 - Gotha, 3 april 1717) was een Duitse componist, organist en kapelmeester. Hij heeft als organist en kapelmeester gewerkt aan het hertogelijk hof van Gotha. 

## Levensloop
Christian kreeg zijn eerste muzieklessen van zijn vader Johann Ernst Witt, die oorspronkelijk afkomstig was uit Denemarken en als organist werkte aan het hof te Altenburg.
Hertog Frederik I van Saksen-Gotha-Altenburg gaf in 1676 een beurs aan de nog minderjarige Witt om te kunnen studeren in Wenen en Salzburg. In de jaren 1685-1686 mocht Witt, wederom op kosten van de hertog, zich bij de Neurenbergse organist Georg Caspar Wecker bekwamen in compositieleer en contrapunt. Vervolgens gaf de hertog hem per 1 juni 1686 een aanstelling als organist aan het hof van Gotha. Twee jaar later mocht Witt opnieuw studeren bij Wecker in Neurenberg.
Witt was vanaf 1694 de vervanger van kapelmeester Wolfgang Michael Mylius. Na diens overlijden in 1713 nam Witt de functie van kapelmeester volledig over.
Witt stond bekend als een goed klavierspeler en organist en een gerespecteerd kapelmeester. Daarnaast maakte hij naam als muziekdocent, onder andere van Christian Laurentius en de nog jonge Frederik II. Het was deze Frederik die later als hertog aan Witt de opdracht gaf om de kerkelijke koralen opnieuw in boekvorm uit te brengen, hetgeen in 1715 leidde tot de uitgave van het hymneboek Psalmodia sacra.

## Werken

### Vocale composities
De vocale muziek van Witt bestaat vooral uit kerkelijke cantates. Hiervan is de zogenaamde Rentweinsdorfcyclus een prominent vertegenwoordiger: 65 cantates voor elke zondag en feestdag van het kerkelijk jaar, dikwijls met een instrumentale inleiding.
De Psalmodia sacra (1715) wordt gezien als een van de belangrijkste hymneboeken van de vroege 18e eeuw. Van de 762 opgenomen hymnes zijn er 351 voorzien van muziek; hiervan zijn circa 100 melodieën geschreven door Witt zelf, de rest bestaat uit muziek van andere - veelal Thüringse - componisten uit de 16e en 17e eeuw. De hymne Schmückt das Fest mit Maien maakt in de 21e eeuw nog steeds onderdeel uit van het lutherse hymneboek.

### Instrumentale composities
Het instrumentale deel van Witts composities bestaat onder andere uit ouvertures, suites en sonates. Hij werd hierin beïnvloed door Franse en Italiaanse stijlen.
Voor het klavecimbel schreef hij diverse suites en voor het orgel een passacaglia. Die laatste was aanvankelijk toegeschreven aan Johann Sebastian Bach, maar bleek afkomstig van Witt.